# Vin Mariani
Le vin Mariani est une boisson tonique française créée en 1863 par le préparateur en pharmacie Angelo Mariani, à partir de feuilles de coca macérées dans du vin de Bordeaux.

## Historique

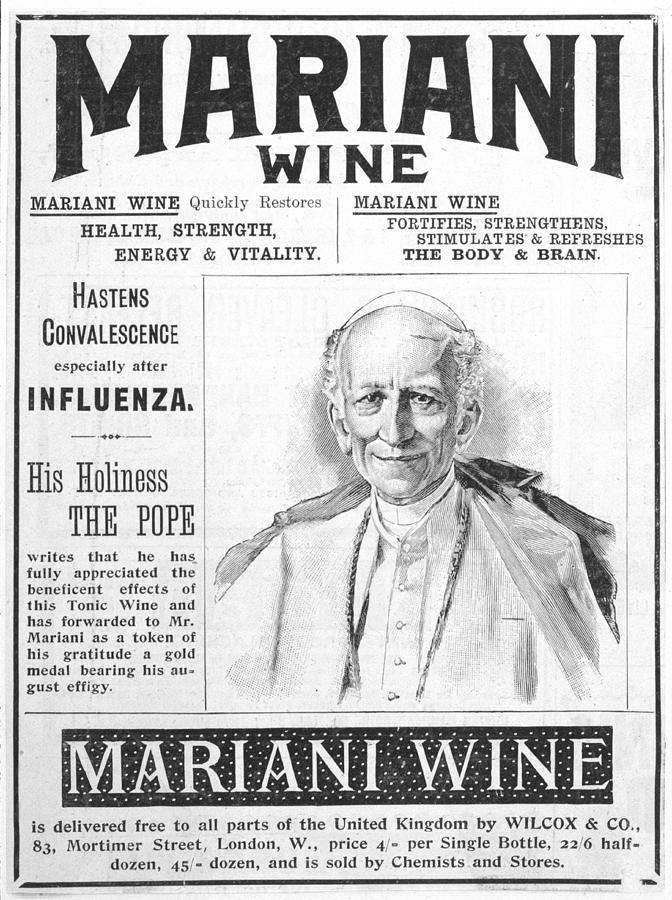
Le pape Léon dans une publicité en anglais pour le vin Mariani.

Cette boisson, très consommée à la Belle Époque (la publicité, au travers de l'Album Mariani, se fondait sur des témoignages enthousiastes de personnalités, parmi lesquelles le pape Léon XIII) est parfois considérée comme la préfiguration du Coca-Cola  (son concepteur John Pemberton l'aurait d'abord copiée avant d'en enlever l'alcool sous la pression des ligues de tempérance, pour concevoir sa boisson). Avant la Première Guerre mondiale, il s'en vend dix millions de bouteilles par an.
N'ayant pas été brevetée, elle fut tout d'abord imitée, puis interdite dans certains États des États-Unis (prohibition de l'alcool) puis en France et ailleurs (interdiction de la cocaïne, principe actif de la feuille de coca).

## Renaissance auXXIesiècle
En 2014, Christophe Mariani, restaurateur à Ajaccio, en accord avec la famille d'Angelo Mariani, le créateur du breuvage, a relancé la production du vin Mariani, mais avec une formulation décocaïnisée,, et choisit le Vermentino, un cépage corse.
En 2017, il rencontre Evo Morales, président de la République bolivienne, qui souhaite faire fabriquer dans son pays le breuvage à base de feuilles de coca.

## Conflit avec Coca-Cola
En 2019, la firme américaine Coca-Cola, à la suite de la demande d'enregistrement de la marque « Coca Mariani » au niveau européen, demande son annulation auprès de l'Office de l'Union européenne pour la propriété intellectuelle
,.
Le motif en est que cette appellation pourrait créer une confusion dans l'esprit des consommateurs.
En 2024, une bouteille vieille de cent quarante-quatre ans est retrouvée par hasard en Corse. Depuis, Coca-Cola reconnaît la paternité et l'inspiration de la boisson « Coca Mariani » dans laquelle l'alcool a été remplacé par de l'eau et du sucre,.